# Erich Meyer
Erich Meyer, född 6 augusti 1951, är en österrikisk amatörastronom.
Tillsammans med amatörastronomen Erwin Obermair byggde han Meyer/Obermair-observatoriet.
Minor Planet Center listar honom som E. Meyer och som upptäckare av 22 asteroider.
Asteroiden 7940 Erichmeyer är uppkallad efter honom.

## Asteroid upptäckt av Erich Meyer
| 9236 Obermair          | 12 mars 1997      |
| 13682 Pressberger [A]  | 10 augusti 1997   |
| 14057 Manfredstoll [B] | 15 januari 1996   |
| 14977 Bressler         | 26 september 1997 |
| 15949 Rhaeticus [B]    | 17 januari 1998   |
| 15955 Johannesgmunden  | 26 januari 1998   |
| 16802 Rainer           | 25 september 1997 |
| 24916 Stelzhamer       | 7 mars 1997       |
| 26355 Grueber          | 23 december 1998  |

| 29427 Oswaldthomas       | 7 mars 1997     |
| 43955 Fixlmüller [B]     | 6 februari 1997 |
| 48681 Zeilinger [B]      | 21 januari 1996 |
| 48801 Penninger          | 22 oktober 1997 |
| 58499 Stüber [B]         | 3 november 1996 |
| 85411 Paulflora [B]      | 3 november 1996 |
| 96506 Oberösterreich     | 26 juli 1998    |
| 100417 Philipglass       | 7 mars 1996     |
| 100485 Russelldavies [B] | 3 november 1996 |

| 130078 Taschner                                   | 26 november 1999 |
| 137632 Ramsauer                                   | 26 november 1999 |
| 318723 Bialas                                     | 8 september 2005 |
| (376215) 2011 DK42                                | 15 januari 1996  |
| Upptäckt tillsammans med: A H. Raab B E. Obermair |                  |